# Nils Eriksson (stuckatör)

Nils Eriksson har utfört takstuckaturen i Grevens sängkammare på Skoklosters slott 1673.

Nils Eriksson, död 1680 på Skokloster, var en svensk stuckatör.
På 1600-talet arbetade Eriksson med stuckarbeten i Wrangels pommerska byggen, Wrangelsburg och huset i Stralsund. Från 1670 var han verksam vid Skokloster där han fram till sin död arbetade med takstuckaturer i bostadsvåningen. Förebilderna till hans stuckarbeten har han hämtat från renässansens ornamentförråd med visst inflytande av den stil som tillämpades i Pommern under hans läroår.